# Siarhiej Jermakou
Siarhiej Jermakou (ros. Сергей Ермаков; ur. 8 czerwca 1989) – białoruski zapaśnik walczący w stylu wolnym. Zajął czternaste miejsce w Pucharze Świata w 2013 roku.